# Spilosoma radiosa
Spilosoma radiosa là một loài bướm đêm thuộc phân họ Arctiinae, họ Erebidae.